# 시립 하코다테 박물관
시립 하코다테시 박물관(市立函館博物館 시리쓰하코다테하쿠부쓰칸[*])은 일본 홋카이도 하코다테시에 있는 박물관이다.